# أرب 104
Arp 104 هي تجمع مجري، تتبع كوكبة الدب الأكبر. اكتشفها ويليام هيرشل في 19 مارس 1790.

## روابط خارجية
- أرب 104 على موقع ويكي سكاي: DSS2, SDSS, GALEX, IRAS, Hydrogen α, X-Ray, Astrophoto, Sky Map, Articles and images